# Museu del Palmerar
El museu del Palmerar se situa a Elx (Baix Vinalopó, País Valencià), al Palmerar d'Elx mateix, declarat Patrimoni de la Humanitat el 2000, en una casa tradicional del segle xix de l'Hort de Sant Plàcid. El museu, que tracta els orígens, història, desenvolupament i cultura del Palmerar, així com els usos i la seua evolució, va ser inaugurat el 1997 i renovat el 2006.
La temàtica de les sales mostra una visió de la història del Palmerar per mitjà de vídeos, panells, elements expositius i sons, que continua amb la visita a l'hort exterior. Es pot accedir a l'hort del museu de manera gratuïta. S'hi pot apreciar l'estil dels cultius tradicionals il·licitans i els diferents usos de les palmeres. Per accedir a l'interior de la casa tradicional del segle xix, cal abonar el preu de l'entrada. A més a més, es pot sol·licitar l'exhibició d'un palmerer professional de dimarts a divendres al matí.